# Sophie Hamet
Pour les articles homonymes, voir Hamet.
Louise Elisabeth Roumette, dite Sophie Hamet, née le 12 mai 1815 à Paris 6e et morte le 11 août 1875 à Paris 11e, est une comédienne française.

## Biographie
Encore enfant, elle a été placée par sa mère, veuve d’un militaire, dans la figuration de l’Opéra. Entrée dans le corps de ballet à sept ans, elle y est restée jusqu’à l’âge de 14 ans. Comme elle allait, contrairement aux règlements du petit théâtre du Panthéon, où elle avait débuté en qualité de danseuse, danser en cachette à l’Ambigu, elle a été renvoyée.
Engagée comme première danseuse à l’Ambigu, elle apparait dans la Bataille de Pultava, Cartouche, Nabuchodonosor, le Juif errant (1835). Nestor Roqueplan, l’emploie avec grand succès aux Variétés, dans un ballet de fausses bayadères, avant que sa faible constitution ne l’oblige bientôt à renoncer à sa carrière de danseuse.
Elle fait alors, sous le simple nom de « Sophie », ses débuts de comédienne, à 18 ans, dans le Coq du Village. Après deux années passées à l’Ambigu, elle apparait au théâtre Lazari dans le Diable à quatre. Après être retournée à l’Ambigu, on la voit aux Folies-Dramatiques dans le Muet de Barcelone et le rôle de Colin dans la Fille de l’air, en 1837. Elle interprète alors, au théâtre du Cirque, les Pilules du Diable.
Quoique bien jeune encore, elle prend l’emploi des duègnes ridicules, comme dans Henri IV, aux Délassements-Comiques. Passée ensuite aux Folies dramatiques, elle se produit aux Variétés de 1858 à 1861, au Cirque en 1861, à Rouen de 1862 à 1863, à Cherbourg, en 1864, à Rouen en 1865, à Constantinople 1867, puis à Lille, Reims, Nantes. Elle a interprété pendant quinze ans tout le répertoire des duègnes, après s’être successivement produite aux Variétés, au Déjazet, avant de revenir au Château-d’Eau, en 1872.
Passionnée de théâtre, elle a néanmoins dû travailler fort longtemps avant d’obtenir des engagements un peu lucratifs, ce qui l’a obligée à partager son temps entre la comédie et les denrées coloniales, pour tenir pendant plusieurs années, Faubourg-Saint-Denis, une épicerie où elle trônait toute la journée dans son comptoir. Revenue au théâtre, elle s’est fait applaudir, tant en province qu’à Paris, la souplesse de son talent lui permettant de jouer les emplois les plus variés, endossant un rôle de grande dame dans l'Affaire Lerouge le lendemain du jour où elle avait créé une saltimbanque épique dans la Queue du chat, au Château-d’Eau. Après son rôle de Mme de Cossé dans Henri III, la direction lui a confié la Frochard.
Le rôle de la Frochard dans les Deux Orphelines d’Ennery et Cormon, dont elle a fait un type extraordinaire, a été, pour ainsi dire, sa première et sa seule création. Aussi d’Ennery et Cormon ont-ils été stupéfaits, au moment de distribuer les rôles, lorsque Larochelle, qui l’avait vue jouer à Lille, leur a proposé Sophie Hamet pour jouer le rôle de la Frochard, lequel avait été écrit pour Mme Vigne, alors indisponible pour cause de tournée en Russie. Cependant d’Ennery ne voulait rien entendre, déclarant tout net qu’il préférait retirer sa pièce plutôt que de la voir ainsi compromise. Larochelle l’ayant convaincu de voir au moins à voir Sophie répéter le rôle. « Soit, dit d’Ennery, mais je vous préviens que je ne changerai rien à ma résolution. » Il vient donc aux répétitions et, lorsqu’au bout d’une quinzaine Larochelle lui dit « — Je crois que nous pouvons avoir Mme Vigne. — Du tout, du tout, s’écrie vivement d’Ennery, je ne veux pas d’autre interprète que Sophie Hamet. » Ce rôle l’a fait sortir de l’oubli où elle était depuis longtemps et a lui a donné un regain de célébrité. Ce rôle a été un triomphe et le couronnement de sa carrière de cette artiste. Il l’a fait sortir de l’oubli où elle était depuis longtemps et lui a donné un regain de célébrité.
Après avoir été longtemps connue au boulevard sous le simple nom de « Sophie », elle a pris le nom de « Sophie Hamet », ayant épousé Hamet, chef d’orchestre à Paris avant 1860, puis au Théâtre-Français de Bordeaux après 1874, lorsque son fils a concouru pour le Conservatoire, dans l’espoir que le nom de sa mère lui concilierait la sympathie des juges.
Consciencieuse à l’excès douée d’un rare talent d’observation, sachant se grimer et donner à ses toilettes une originalité saisissante, Elle était également habile à profiter, par des lazzis amusants, des incidents imprévus sur la scène. Cette actrice, dont le nom commençait à être oublié et qui était dans toutes les bouches depuis les Deux Orphelines, souffrait, depuis de longues années, d’une tumeur dans le ventre. Aux dernières représentations de la reprise des Deux Orphelines, elle s’est trouvée si mal que l’on a été obligé de la remplacer. Elle est morte en pleine possession du succès.

## Jugements
« Un type étonnant et d’une réalité si intense qu’il fait violence au dégoût, est celui de Mme Sophie Hamel, jouant le rôle de la vieille Frochard. Elle y est à la fois triviale et spectrale. L’art de la scène accentuant l’ignoble ne saurait aller plus loin. À la voir mener par les rues sa petite victime, vous diriez la Mort en personne, la vieille Mob des légendes, traînant un enfant à la danse macabre. »